# Atherigona longipalpis
Atherigona longipalpis este o specie de muște din genul Atherigona, familia Muscidae, descrisă de Malloch în anul 1923.
Este endemică în Guam. Conform Catalogue of Life specia Atherigona longipalpis nu are subspecii cunoscute.